# 1967 na política

## Eventos
- 15 de março - A República dos Estados Unidos do Brasil passa a ser denominada "República Federativa do Brasil"
- 14 de Abril - Gnassingbé Eyadéma torna-se presidente do Togo depois de um golpe de estado.
- 21 de Abril - Golpe de estado e implantação na Grécia duma ditadura militar chefiada por George Papadopoulos, sendo o Rei Constantino II obrigado a fugir. A ditadura terminou em 1974.
- 17 de Maio - Assalto ao Banco de Portugal na Figueira da Foz, numa primeira acção da LUAR (Liga de Unidade e Acção Revolucionária). O golpe é dirigido por Hermínio da Palma Inácio; Assalto à sede da 3ª Região Militar em Évora: desvio de armas pela LUAR.
- 5 de Junho - Início da Guerra dos Seis Dias. Israel ataca Egito, Síria e Jordânia.
- 8 de Outubro - O chefe de guerrilha Che Guevara e os seus companheiros são capturados nas proximidades de La Higuera, Bolívia
- 9 de Outubro - Che Guevara é executado na Bolívia.

## Nascimentos
| Data           | Nome                | Profissão             | Nacionalidade             | Observações | Ref |
| -------------- | ------------------- | --------------------- | ------------------------- | ----------- | --- |
| 20 de dezembro | Mikheil Saakashvili | presidente da Geórgia | União Soviética (Geórgia) |             |     |

## Mortes
| Data            | Nome                                             | Profissão                                                                        | Nacionalidade                              | Observações | Ref   |
| --------------- | ------------------------------------------------ | -------------------------------------------------------------------------------- | ------------------------------------------ | ----------- | ----- |
| 13 de fevereiro | Abelardo Luján Rodríguez                         | presidente interino do México de 1932 a 1934                                     | México                                     | n. 1889     |       |
| 13 de abril     | Luis Somoza Debayle                              | presidente da Nicarágua de 1956 a 1963                                           | Nicarágua                                  | n. 1922     |       |
| 19 de abril     | Konrad Adenauer                                  | primeiro chanceler da RFA                                                        | Império Alemão                             | n. 1876     |       |
| 18 de julho     | Castello Branco                                  | 29º Presidente do Brasil                                                         | Brasil                                     | n. 1897     |       |
| 23 de setembro  | Augusto Casimiro                                 | político, poeta, jornalista, comentarista político e opositor ao regime político | Reino Unido de Portugal, Brasil e Algarves | n. 1889     | [ 1 ] |
| 9 de outubro    | Ernesto Rafael Guevara de la Serna (Che Guevara) | um dos ideólogos e comandantes que lideraram a Revolução Cubana                  | Argentina                                  | n. 1928     |       |